# Down for Whatever
Down for Whatever è una canzone della cantante statunitense Kelly Rowland, primo singolo estratto dalla versione europea (sebbene sia contenuto anche in quella internazionale) del suo terzo album Here I Am. Si tratta di una "up-tempo" eurodance. Per quanto riguarda il Regno Unito (dove per la promozione del singolo la cantante ha fatto leva anche sulla visibilità ottenuta tramite la partecipazione in qualità di giudice all'edizione del 2011 del noto talent show The X Factor) il brano è il secondo singolo di quest'era, poiché già il primo singolo statunitense Motivation, a differenza di quanto avvenuto nel resto d'Europa, era stato pubblicato in questo mercato.

## Critica
Andy Kellman da Allmusic ha recensito positivamente il brano, affermando che così come il precedente singolo dance della Rowland Commander che era stato in testa alle classifiche dei Club sia in Regno Unito che negli Stati Uniti, anche il più recente Down for Whatever, pur essendo più eurodance, merita le stesse attenzioni.

## Video
Il videoclip musicale del brano è stato presentato in anteprima il 18 ottobre 2011 ed è stato caricato su YouTube il giorno successivo. La sua durata è pari a 4 min:4 s

## Esibizioni Live
Per il momento la cantante ha eseguito il brano esclusivamente nel Regno Unito sia all'interno di programmi televisivi (The Graham Norton Show e The X Factor) che in eventi musicali (Children in Need Rocks Manchester).

## Tracce
- CD singolo

1. "Down for Whatever" (Album Version) – 3:55
2. "Down for Whatever" (Max Sanna & Steve Pitron Remix - Edit) – 4:00

- Digital download

1. "Down for Whatever" (Album Version) – 3:53
2. "Down for Whatever" (True Tiger Remix) – 3:56
3. "Down for Whatever" (Max Sanna & Steve Pitron Remix - Edit) – 3:59
4. "Down for Whatever" (DJ Chuckie Remix) – 3:50

## Classifiche
| Classifica (2011) | Posizione Massima |
| ----------------- | ----------------- |
| Belgio (Friande)  | 60                |
| Irlanda           | 38                |
| Regno Unito       | 6                 |
| Romania           | 67                |

## Date di pubblicazione
| Paese         | Data              | Formato                  | Etichetta        |
| ------------- | ----------------- | ------------------------ | ---------------- |
| Regno Unito   | 21 settembre 2011 | Radio                    | Universal Motown |
| Australia     | 26 ottobre 2011   | Digital download         | Universal Motown |
| Nuova Zelanda | 26 ottobre 2011   | Digital download         | Universal Motown |
| Australia     | 31 ottobre 2011   | Mainstream radio airplay | Universal Motown |
| Germania      | 4 novembre 2011   | Digital download         | Universal Motown |
| Austria       | 4 novembre 2011   | Digital download         | Universal Motown |
| Irlanda       | 18 novembre 2011  | Digital download         | Universal Motown |
| Norvegia      | 18 novembre 2011  | Digital download         | Universal Motown |
| Svizzera      | 18 novembre 2011  | Digital download         | Universal Motown |
| Belgio        | 20 novembre 2011  | Digital download         | Universal Motown |
| Finlandia     | 20 novembre 2011  | Digital download         | Universal Motown |
| Italia        | 20 novembre 2011  | Digital download         | Universal Motown |
| Lussemburgo   | 20 novembre 2011  | Digital download         | Universal Motown |
| Portogallo    | 20 novembre 2011  | Digital download         | Universal Motown |
| Regno Unito   | 20 novembre 2011  | Digital download         | Universal Motown |
| Spagna        | 21 novembre 2011  | Digital download         | Universal Motown |
| Singapore     | 21 novembre 2011  | Digital download         | Universal Motown |
| Germania      | 2 dicembre 2011   | CD singolo               | Universal Motown |